# Paracykel

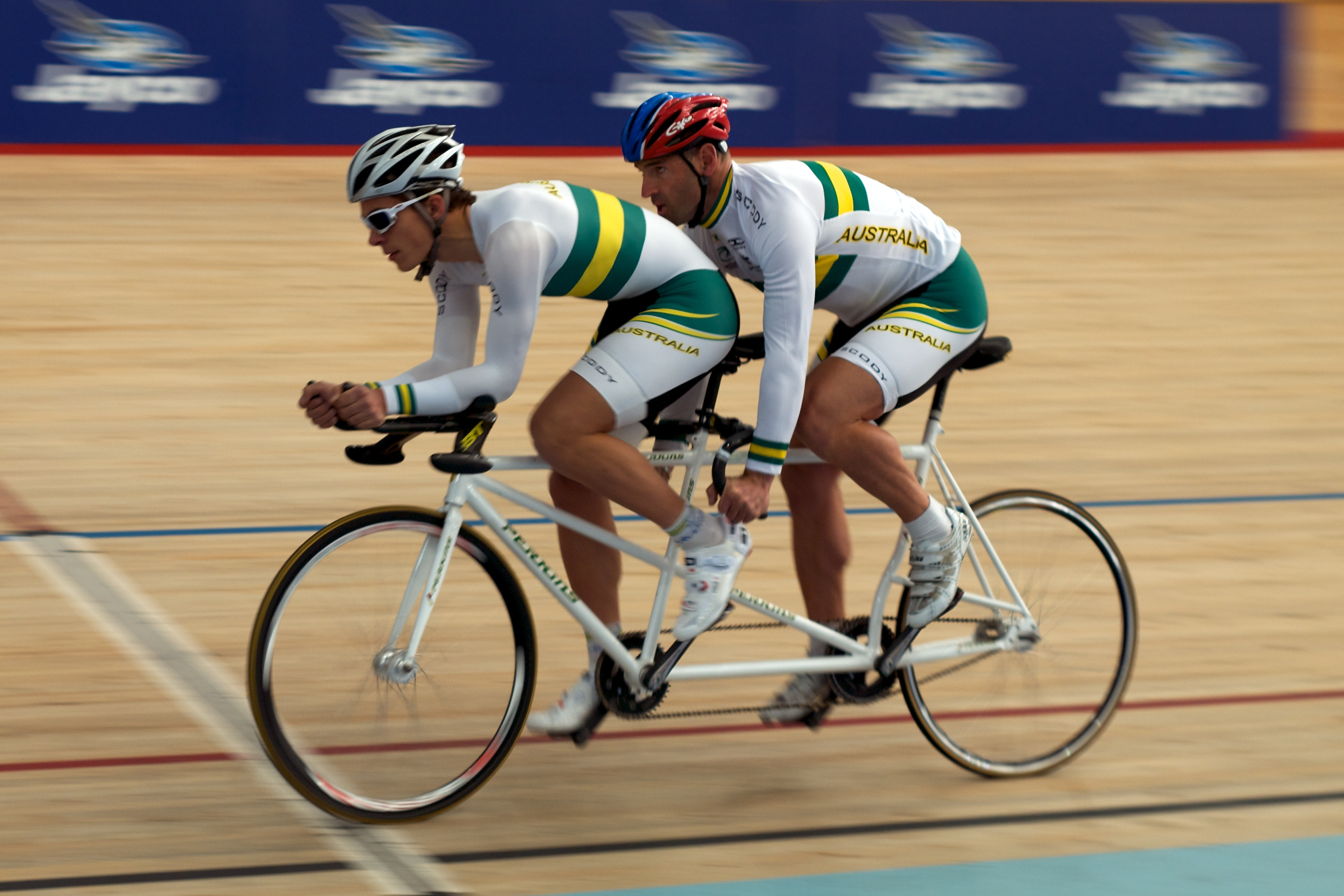
En synskadad tävlingscyklist med seende ledsagare.

Paracykel är en form av cykelsport för tävlande med en funktionsnedsättning. Den regleras globalt av Union Cycliste Internationale och i Sverige av Svenska Cykelförbundet. Paracykel debuterade som paralympisk gren på de   
Paralympiska sommarspelen 1984.
Man tävlar med cyklar anpassade till olika funktionshinder i olika grenar och klasser i landsvägs- och bancykling. På  landsväg tävlar man i linjelopp och tempolopp för både män och kvinnor samt i stafett på handcykel för män, kvinnor och mixat lag. Inom bancykling tävlar både män och kvinnor i sprint på tandemcykel samt i lagsprint, kilometerlopp, 
individuell förföljelse, scratch och omnium.

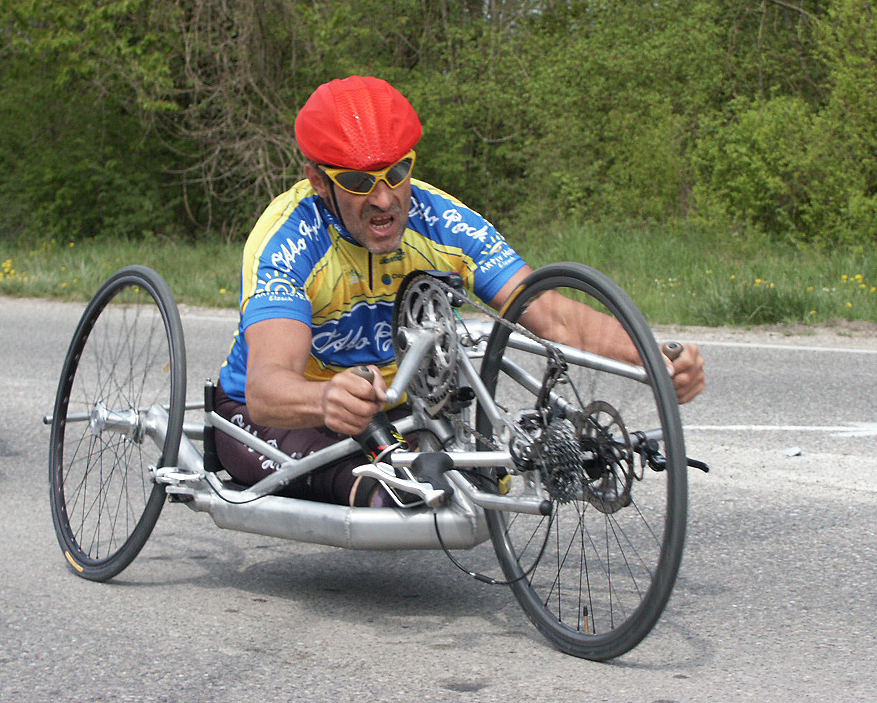
Trehjulad tävlingshandcykel.

De tävlande uppdelas i olika klasser efter typ och grad av funktionshinder. I bancykling finns klasserna C1, C2, C3, C4 och C5 på en "normal" tvåhjulig cykel, samt H1, H2, H3 och H4 på handcykel och T1 och T2 på trehjuling, där den lägsta siffran betecknar cyklister med störst funktionshinder. Synskadade tävlar i klass B på tandemcykel med en seende ledsagare.
Paracykel är en av de största grenarna vid de paralympiska sommarspelen och i de paralympiska sommarspelen 2020 i Tokyo tävlade totalt 230 deltagare om 51 guldmedaljer.